# Église de la Nativité-de-la-Mère-de-Dieu de Prilipac
Pour les articles homonymes, voir Église de la Nativité.
L'église de la Nativité-de-la-Mère-de-Dieu de Prilipac (en serbe cyrillique : Црква Рођења Пресвете Богородице у Прилипцу ; en serbe latin : Crkva Rođenja Presvete Bogorodice u Prilipcu) est une église orthodoxe serbe située à Prilipac, dans le district de Zlatibor et dans la municipalité de Požega en Serbie. Elle est inscrite sur la liste des monuments culturels protégés de la république de Serbie (identifiant no SK 405).

## Présentation
L'église remonte au XIVe siècle et est considérée comme une fondation du prince Lazare (1329-1389). L'église a été détruite à trois reprises, la dernière fois en 1806 ; elle a été reconstruite en 1820 et a été dotée d'une iconostase peinte par Janko Mihailović Moler.
Laissée à l'abandon, l'église tombait en ruine. En 1988, le nouveau curé de la paroisse, Milan Popović, a décidé de restaurer l'édifice avec l'aide des habitants.

## Colonie d'art
En 1995, Milan Popović a créé la colonie d'art (en serbe : likovna kolonija) « Prilipac » ; une partie du konak de l'église et plusieurs autres bâtiments situés sur son parvis ont été transformés en petites galeries de peintures. L'église elle-même abrite une collection de 500 œuvres qui peut être visitée. Parmi les artistes présents à la 18e édition de la colonie figuraient Nedeljko Burić, Milan Stanisavljević, Mihailo Gligorijević et Dragan Jovićević Macola.
Chaque année depuis 2005, la communauté ecclésiastique de Prilipac, l'église de la Nativité et la colonie d'art attribue un prix de littérature appelé le « Sceau du prince Lazare » (Pečat Kneza Lazara, attribué à un écrivain inspiré par la spiritualité et écrit entre deux sessions de la colonie. La première lauréate du prix a été Ljiljana Habjanović Đurović pour son roman Svih žalosnih radost (La joie de tous les affligés).